# 希日塔拉街道
希日塔拉街道，是中华人民共和国内蒙古自治区锡林郭勒盟锡林浩特市下辖的一个乡镇级行政单位。

## 行政区划
希日塔拉街道下辖以下地区：
赛罕社区、巴彦社区、花园社区、那达幕社区、新华社区、乌兰社区、达拉图社区和一棵树社区。